# Pseudomallada ariadne
Pseudomallada ariadne is een insect uit de familie van de gaasvliegen (Chrysopidae), die tot de orde netvleugeligen (Neuroptera) behoort. 
Pseudomallada ariadne werd voor het eerst wetenschappelijk beschreven door Herbert Hölzel in 1978.